# Jean Gorin
Jean Gorin (Saint-Emilien-de-Blain, 1899. december 2. – Niort, 1981. március 29.) francia festő, képzőművész.

## Élete
Albert Jean Gorin 1913-1922 között Nantes-ban az École des Beaux-Arts-ban tanult. Kezdetben az expresszionizmus hatott rá. Albert Gleizes elméleti munkái és az 1925. évi párizsi „Arts Décoratifs” kiállítás azonban a kubizmus felé terelte.
1925-ben jelentkezett első absztrakt munkáival.
1926-ban Párizsban Piet Mondriannal és Michel Seuphorral találkozott. A következő években Mondrian hatása alatt, a neoplaszticizmus jegyében alkotott.
1930-ban készítette el első neoplasztikus reliefjét. Ugyanebben az évben részt vett a Seuphor és a Joaquín Torres García által alapított „Cercle et Carré” történeti kiállításán, és nagy lelkesedéssel csatlakozott a művészeti csoporthoz.
1932-ben a Szovjetunióba utazott. Itt Malevicset és a konstruktív építészetet tanulmányozta. Útja során Naum Gabóval és Cézar Domelával is találkozott Berlinben. Ebben az évben csatlakozott az Abstraction-Création geometrikus művészeket tömörítő csoporthoz is, amelynek egyik fő szervezője lett.
1937-ben munkáinak egy része tönkrement, és a Párizshoz közeli Vésinet-be költözött.
1938-ban részt vett az amszterdami Stedelijk Múzeumban megrendezett „Art d'Aujourd'hui” című kiállításon.
Az 1930-as évek végétől távolodott Mondriantól. Míg a neoplaszticizmus csak a horizontális és vertikális vonalakat fogadta el, addig Gorin szigorú szabályozottság mellett használta a kört és a görbe vonalat is. Reliefjei lassan murális (fali) szobrokká alakultak.
Vésinet után Grasse-ba (1947), Nizzába (1950), Le Perreux-be (1956), majd végül Meudonba (1962) költözött.
Bár Gorin számos kiállításon szerepelt, igazi ismertségét és elismertségét a második világháború utáni retrospektív kiállítások hozták meg neki.
1981-ben halt meg Niortban.

## Válogatott kiállítások
- 1928, Lille: kiállítás a Stuca neoplasztikus csoporttal
- 1929-1930: kiállítás a „Cercle et Carré” keretében Michel Seuphorral és Torres Garcíával
- 1946: kiállítás a Salon des Réalités Nouvelles keretében, ennek titkára is
- 1948, New York: absztrakt, konstruktív művészeti kiállítás
- 1965, Nantes: Retrospektív kiállítás a Musée des Beaux-Arts-ban
- 1966, Chicago: kiállítás a Kazimir Galériában
- 1967, Amsterdam: Retrospektív kiállítás a Stedelijk Múzeumban
- 1969, Paris: Retrospektív kiállítás a francia Nemzeti Kortárs Művészeti Központban
- 1974, Párizs: Kiállítás a Galerie Denise Renében
- 1977, Nantes: Újabb retrospektív kiállítás a Musée des Beaux-Arts-ban (egyben utolsó saját rendezésű kiállítása)
- 1999, Blain: Hommage du mouvement Madi à Gorin, Château de la Groulais
- 1999, Grenoble: Jean Gorin kiállítás

## Értékelése
Születésének 100. évfordulóján a MADI művészeti mozgalom tagjai emlékkiállítást rendeztek Gorin tiszteletére Château de la Groulais Blain-ban 1999. július 3. és október 3. között. Ebből az alkalomból írás jelent meg róla a MADI art periodical No3-as számában Hommage Gorinnek a MADI-tól címmel. Az írást Dárdai Zsuzsa fordította.
A MADI-alapító Carmelo Arden Quin „nagy és fontos francia geometrikus művésznek” nevezi egy vele készített interjúban a MADI art periodical No1-es számában.